# Dracaena cuspidibracteata
Dracaena cuspidibracteata är en sparrisväxtart som beskrevs av Adolf Engler. Dracaena cuspidibracteata ingår i släktet dracenor, och familjen sparrisväxter. Inga underarter finns listade i Catalogue of Life.